# Einar Nilson

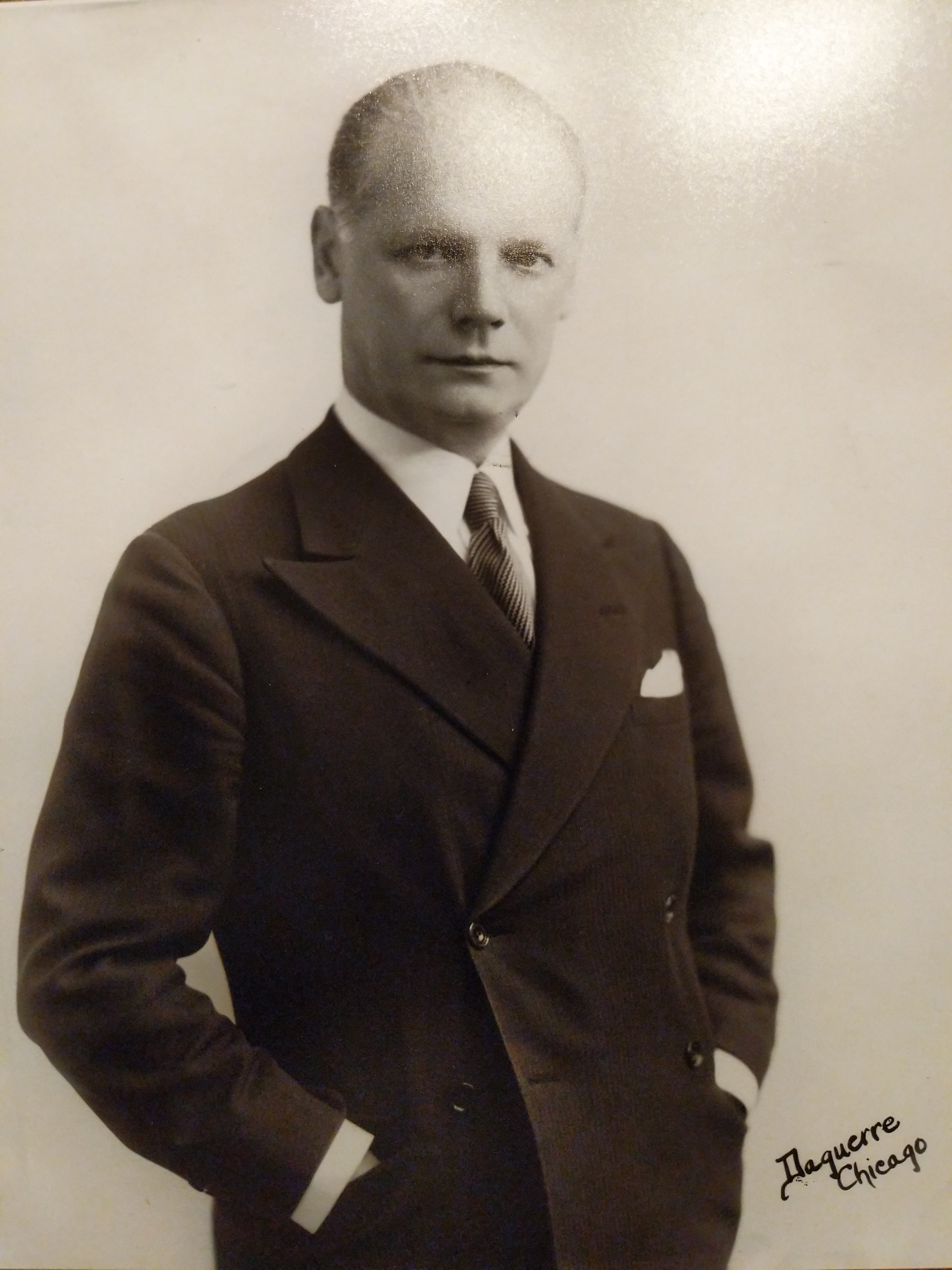
Einar Nilson i Chicago på 1920-talet

Einar Nilson, född 21 februari 1881 i Kristianstad, död 20 april 1964 i Hollywood, var en svenskfödd amerikansk dirigent och teatermusiker. Einar Nilson var under flera årtionden en av den världsberömde österrikiske teaterregissören Max Reinhardts närmaste medarbetare. Han komponerade och arrangerade musik för teater, speciellt på 1910- och 1920-talet, och var kapellmästare. Som huvudkapellmästare och chef för musikavdelningen i Reinhardts teatrar i Berlin hade han på 1920-talet en stor musikalisk apparat till sitt förfogande: 150 musiker, nio biträdande kapellmästare och en kör på 120 sångare. Under samma årtionde reste han omkring i USA med Reinhardts produktion, pantomimen Das Mirakel. På 1930-talet emigrerade han till USA och de sista åren arbetade han inom filmindustrin i Hollywood.
I samband med teaterföreställningar i olika länder dirigerade Nilson också berömda orkestrar, såsom Wienerfilharmonikerna, London Symphony Orchestra och Los Angeles Philharmonic. Han organiserade även turnéer omkring Europa och USA. 

## Biografi
Einar Bernhard Nilson föddes i Kristianstad och härstammade från en musikalisk familj. Hans far var kapellmästare och kantor i Heliga Trefaldighets kyrka och också hans farfar var musiker och kantor.
Efter skolgången studerade Nilson violinspel i Stockholm 1898-99 på Musikkonservatoriet. Han blev 1904 intagen till Hochschule für Musik zu Berlin och studerade där till 1907. Den första kontakten med Max Reinhardts teatrar fick han redan 1905. I januari det året hade Reinhardts produktion av Shakespeares En Midsommarnattsdröm haft premiär. Nilson kom in som vikarie i violinstämman, stannade kvar och blev befordrad till konsertmästare och kapellmästarens assistent. Under våren 1909 fick han fast anställning som kapellmästare i Reinhardts teatrar och började komponera musik till olika teaterpjäser. Vid den tiden blev han också bekant med den österrikiske författaren Hugo von Hofmannsthal, vilket blev början på ett betydande samarbete. Nilson skulle komma att skriva musiken till flera av Hofmannsthals dramer.
1910 fick Einar Nilson för första gången skriva musik till en Reinhardt-produktion, Molières Le mariage forcé. Under början av 1910-talet började Reinhardt producera storslagna föreställningar i stil med de gamla grekiska tragedierna. Han använde sig av cirkusarenor, eftersom de liknade antikens amfiteatrar. Den första arena-föreställningen till vilken Nilson skrev musiken var Hofmannsthals adaptation av Sofokles Kung Oidipus, och han dirigerade den vid uruppförandet i Münchens Musikfesthalle 1910. Den följdes av Orestien av Aiskylos, i München ett år senare med Nilsons musik.
Därpå följde den medeltida moraliteten, Jedermann, om den rike mannens död, omdiktad av Hofmannsthal, med premiär 1911 i Berlin. Denna pjäs spelades hundratals gånger i Europa under flera års tid, även i regi av andra.
Einar Nilson var en central figur när Reinhardt och hans trupp besökte Sverige och de skandinaviska länderna, som organisatör, översättare och medverkande. I Stockholm var ensemblen 1911, 1915, 1917 och 1920. Åren 1921, 1922 och 1931 besökte Reinhardt och Nilson Sverige för att samarbeta med svenska artister. Han skrev också musiken till några av de Strindbergpjäser som Reinhardt regisserade, till exempel Spöksonaten. När Reinhardt regisserade Offenbachs Orfeus i underjorden med lokala artister i Köpenhamn 1921 och i Stockholm 1922 var Nilson med. Denna produktion blev mycket populär i Stockholm och spelades mer än hundra gånger.
Nilson spelade en viktig roll i de tidigaste åren av Festspelen i Salzburg, där Jedermann med Nilsons musik kom att spelas hundratals gånger, både under mellankrigstiden och sedan regelbundet efter kriget i 40 års tid.
Under 1920-talet turnerade Nilson i USA. 1933 lämnade Max Reinhardt, som var jude, Tyskland. Einar Nilson, som hade en judisk mor och vägrade avskeda judiska orkestermedlemmar, reste också därifrån. De flyttade båda till Salzburg och sedan snart vidare till USA. Nilson fortsatte att arbeta som musiker, mest i Kalifornien, blev amerikansk medborgare och samarbetade även i fortsättningen några gånger med Reinhardt. 1941 blev han anställd av Warner Brothers musikavdelning, och hans konstnärligt verksamma tid tycks ha tagit slut i och med det. Han avled 1964 i sitt hem i Hollywood. Han har lämnat efter sig opublicerade memoarer.

## Kompositioner
Einar Nilson ska enligt egen uppgift ha gjort sammanlagt ca hundra egna scentonsättningar, av vilka de allra flesta har gått förlorade, och han har många gånger arrangerat andras musik för teatern, t.ex. verk av Rameau, Mozart och Offenbach. Två fullständiga partitur av hans egna verk finns bevarade i manuskript: Jedermann och Das Salzburger Grosse Welttheater. Enstaka andra verk av mindre format finns publicerade. 